# Zlaté Moravce
Zlaté Moravce és una ciutat d'Eslovàquia. Es troba a la regió de Nitra. El 2011 tenia 12.337 habitants.

## Història
La primera menció escrita de la vila es remunta al 1113.

## Demografia
| Godina             | 1994   | 2004    | 2014    | 2024   |
| ------------------ | ------ | ------- | ------- | ------ |
| Nombre de persones | 15.694 | 13.554  | 11.855  | 11.762 |
| Diferència         |        | −13,63% | −12,53% | −0,78% |

| Godina             | 2023   | 2024   |
| ------------------ | ------ | ------ |
| Nombre de persones | 11.803 | 11.762 |
| Diferència         |        | −0,34% |